# تشارلز جي. بولوك
تشارلز جي. بولوك هو اقتصادي وسياسي أمريكي، ولد في 1869، وتوفي في 1941 في هينغهام في الولايات المتحدة. انتخب عضو مجلس نواب كولورادو ‏.